# Por qué no soy cristiano
Por qué no soy cristiano (título original: Why I Am Not a Christian) es un ensayo  de tendencia atea o agnóstica del filósofo y matemático británico Bertrand Russell. The Independent lo describió como «devastador en su uso de la fría lógica» y ha sido considerado uno de los libros más importantes del siglo XX por la Biblioteca Pública de Nueva York.
El texto se basa en una conferencia pública que tuvo lugar el 6 de marzo de 1927 en el ayuntamiento de Battersea (Londres), promocionada por la delegación del Sur de Londres de la Sociedad Nacional Secular. Se empezó a distribuir ese mismo año en forma de folleto, y se reeditó más tarde como parte del libro "Por qué no soy cristiano" y otros ensayos sobre religión y temas relacionados.

La religión se basa, principalmente, a mi entender, en el miedo. Es en parte el miedo a lo desconocido, y en parte, como dije, el deseo de sentir que se tiene un hermano mayor que va a defenderlo a uno en todos sus problemas y disputas. El miedo es la base de todo: el miedo a lo misterioso, el miedo a la derrota, el miedo a la muerte. El miedo es el padre de la crueldad y, por lo tanto, no es de extrañar que la crueldad y la religión vayan de la mano. [...] Tenemos que mantenernos en pie y mirar al mundo a la cara: sus cosas buenas, sus cosas malas, sus bellezas y sus fealdades; ver el mundo tal cual es y no tener miedo de él. Conquistarlo mediante la inteligencia y no solo sometiéndonos al terror que emana de él. Toda nuestra concepción de Dios es una concepción derivada del antiguo despotismo oriental. [...] Un mundo bueno necesita conocimiento bondad y valor; no necesita el pesaroso anhelo del pasado, ni el aherrojamiento de la inteligencia libre mediante las palabras proferidas hace mucho por hombres ignorantes. Necesita un criterio sin temor y una inteligencia libre. Necesita esperanza en el futuro, no el mirar hacia un pasado muerto, que confiamos que sea superado por el futuro que nuestra inteligencia puede crear.
Bertrand Russell

## Obras relacionadas
- Por qué no soy musulmán, de Ibn Warraq, es una obra crítica de la religión en la que fue educado el autor, en este caso, el Islam. Ibn Warraq menciona Por qué no soy cristiano hacia el final del primer capítulo, afirmando que muchos de los argumentos de Russell también se pueden aplicar al islam.
- 1996, Por qué no soy hindú, libro de una temática similar escrito por Kancha Ilaiah, un activista opuesto al sistema de castas de la India.
- 1987, Por qué sigo siendo cristiano, libro del teólogo católico Hans Küng. Un ensayo fue publicado en El País bajo el título Por qué sigo siendo católico mencionando el interés religioso sin someter al absolutismo romano.[12]
- 2005, Por qué soy cristiano, escrito por el filósofo español José Antonio Marina, publicado por la editorial Anagrama. Expone su visión del cristianismo y de la figura de Jesús.
- 2009, 'Por qué no soy científico ISBN 0-520-25960-2, del antropólogo Jonathan M. Marks.
- Por que no soy cristiano por el filósofo e historiador Richard Carrier.
- Por que no soy cristiano por el filósofo e historiador Graham Oppy.
- Why I Am Not a Jew (Por qué no soy judío) , por David Dvorkin, en que se explica la transición del autor del judaísmo al ateísmo.
- Por qué no soy seglar, libro del teórico de la política William E. Connolly.
- Por qué no soy conservador, ensayo del economista austriaco Friedrich Hayek.